# حسين باشا حسني
الدكتور حسين حسنى باشا (2 ديسمبر 1896م - 26 سبتمبر 1985م) ولد في القاهرة.

## نشأته:
- نشأ وترعرع في كنف أسرته المصرية العريقة المحافظة ذات الاصول الشركسية / الألبانية، وقد كان منذ صباه وشبابه ممتلئ حماسا ووطنية مهتما بمتابعة الأحداث المحلية والدولية بقراءة الأخبار السياسية العالمية والمحلية المنشورة بالصحف المحلية، مما زاده معرفة بالتاريخ والسياسة والجغرافيا فبرع فيها.
- ومنذ صباه كرس حياته لخدمة الوطن لاستعادة استقلاله وجلاء الإنجليز من اراضيه وارساء القواعد الديمقراطية، ومن أجل ايجاد دستورعادل يؤمن بحق المواطن المصري البسيط على اساس مبادئ الزعيم مصطفى كامل باشا والتي حاول طوال حياته تحقيقها، وعشق مصر وتمنى أن تأتيه الفرصة كى يخدم وطنه بحق ويكون له دور مؤثر وفعال فيه.

## احداث لفتت انظاره:
1. نهضة ورفعة دولتان شرقيتان هما اليابان وتركيا.
2. حادثة دنشواى الفظيعة التي شنق فيها فلاحين ابرياء جزاء لموت 3 جنود إنجليز من ضربة شمس عندما فروا هاربين لتسببهم في اشتعال النار بأبراج الحمام الذي كانوا يحاولون اصطياده، مما زاد من هلعه وخوفه على مصر.
3. ظهور ورفعة شأن الزعيم الشاب «مصطفى كامل باشا» – أحد مؤسسى الحزب الوطني القديم- الذي نادى بالوطنية والحرية والمساواة وجلاء الإنجليز من مصر لتستعيد كامل استقلالها وحريتها، مما أشتعلت في نفسه نار الحماس الوطنى ضد الاحتلال وأعوانه، وازداد شغفه بالزعيم الشاب (مصطفى كامل باشا) وجهاده ونضاله المتواصل وهو في أوروبا وحتى ابان مرضه هناك.
4. وإلى جوار اجادته اللغة العربية عنى بتعلم اللغات الاجنبية فاجاد العديد منها كالتركية والفرنسية والإنجليزية والم بالإيطالية والألمانية مما ساعدته في حياته العملية لاحقا.
5. عمل من صغره على تنمية قدراته في الكتابة والخطابة مما ساعده على نشر أول مسرحية له وهو في سن التاسعة عشر، وطوال دراسته كون وترأس جمعيات الخطابة بالمدارس التي درس به.
6. كان من رجال الحزب الوطنى القديم، حيث نشأ على أهداف الزعيم الوطنى (مصطفى كامل باشا) وزميله محمد فريد وكان اصحابه وزملائه المقربين في مختلف أطوار حياته من المتمسكين بمبادئ الحزب الوطنى، ولا يشغلهم سوى قضية بلادهم وكيفية التوصل لتحريرها، حقيقة كانت نشأته في سنوات كثر فيها الرجال الوطنيون المشغولون بقضايا بلادهم ورفعة شآنها.
7. بدأ اهتمامه الكبير بوطنه عند وقوع مأساة (دنشواى) وعكف اثناء دراسته بمدرسة المعلمين العليا (كلية الآداب) على دراسة هذه الموسوعة الوطنية وعزم على تكريس حياته لخدمة وطنه ولم يكن يدرى بما يخبئه له القدر.
8. سنة 1916 القيت قنبلة على موكب السلطان حسين كامل في اثناء مروره في حى رأس التين بالأسكندرية وقامت السلطات بأعتقال بعض الشباب المعروفين بوطنيتهم ولما وجدت السلطات اسم حسين حسنى مدونا في اجندة شاب منهم (كان قد تعرف عليه في الصيف السابق) قبض عليه هو الآخر للتحقيق معه، وحين استدعوه مع المفرج عنهم إلى وزارة الداخلية لمقابلة كبير المفتشين الإنجليز يوم 25 يناير 1917 تعرف على الشاب احمد باشا حسنين الذي كان يعمل مفتشا بالداخلية وسكرتيرا لكبير المفتشين الإنجليز، وعقب الإفراج عنه خدمه الحظ عندما طرق باب وزير المعارف (عدلي يكن) ووجد مدير مكتبه زميل دراسته الشاب (محمد شريف صبرى) والذي ساعده في إعادة قيده بمدرسة المعلمين العليا بالسنة النهائية حيث كلل الله جهده واجتهاده واحتل المركز الثاني في قائمة الناجحين.

## دراسته وتعليمه:
- كان منذ صغرة من المتفوقين في دراسته فحصل على البكالوريا (شهادة اتمام الدراسة الثانوية) وكان ترتيبه ال 18 على مستوى المملكة والأول على طلبة مدرسة السعيدية الثانوية ولذا وضع اسمه على قائمة الشرف بالمدرسة.
- بالرغم من انه استعد لامتحان الليسانس وهو بالمعتقل حيث كان يذاكر ليلا على ضوء الشموع استطاع ان يحصل على الليسانس بامتياز وكان ترتيبه الثاني على الدفعة.
- درس وحصل على شهادة الدكتوراة بأمتياز (على نفقته الخاصة)، في التاريخ والسياسة، من جامعة مونبليه بفرنسا، والتي كرمته لتفوقه فوضعت اسمه على قائمة الشرف وعرضت نماذج لكتاباته في متحفهم الخاص، وكان موضوع رسالته (قناة السويس والسياسة المصرية).
- درس وحصل على دبلومات عالية أخرى (على نفقته الخاصة أيضا) من جامعات السوربون في فرنسا واوكسفورد وكمبردج بانجلترا.
- قام بزيارة المتاحف الاوربية ودور المحفوظات بالذات في باريس وفيينا التي جمع منها العديد من صور المستندات والوثائق التاريخية للثورة الفرنسية وعهد نابليون، وعمل لوحات مصورة منها لاستخدامها كوسائل ايضاح بعرضها بالفانوس السحرى على تلاميذه، والتي ساعدته فيما بعد في كتابة تاريخ القرن التاسع عشر والذي لاقى نجاحا كبيرا واصبح مقررا على طلبة البلاد وأيضا في العالم العربي.

## حياته العملية:
- عقب تخرجه عمل مدرسا بمدرسته القديمة «مدرسة السعيدية الثانوية»، وبعد ثلاث سنوات أخرى وحصوله على شهادة الدكتوراه عين مساعدا لمدير التعليم لمدة سنتين، وخلال هذه المدة قدم لناظر الخاصة والأوقاف الملكية «نجيب باشا» مشروعا لترجمة ونقل الوثائق المهمة الخاصة بمصر المعاصرة التي وجدها في دور المحفوظات بلندن وباريس وفيينا لكى تكون متاحة للعلماء والباحثين.
- وبدأ القدر يرسم الخط الذي سيوصله إلى القصر الملكى فيما بعد إذ بعد مرور فترة طويلة على تقديمه اقتراحه لنجيب باشا عاود الاتصال به فعرض عليه النقل إلى وزارة الخارجية فوافق وبالفعل تم تعيينه في فبراير 1925 مأمور القنصلية الملكية بأزمير في تركيا ثم قنصلا بنابولى في إيطاليا، وفي 1928 وعقب عودته من عطلة الصيف كانت المفاجأة في انتظاره حيث وجد برقية دعته للعودة إلى القاهرة فورا، وعند عودته علم بأنه تم اختياره مندوبا من الملك فؤاد إلى امام اليمن وبعد اتمام مهمته بنجاح وعودتة لمصر واعجابا من الملك فؤاد وتقديرا له لقيامه بمهمة اليمن على اكمل وجه عين بالقصر الملكى بديوان كبير الأمناء.
- لما كان الملك فؤاد يتمنى نقل الوثائق المحفوظة بالقلعة إلى السراي وترجمتها من التركية إلى العربية قدم اليه مقتراحاته في هذا الشأن، فنالت استحسان الملك وعهد اليه بتنفيذها وهكذا نشات دار المحفوظات.
- عندما دعى ملك إيطاليا عمانويل عهد اليه بترتيب الزيارة وهنا اقترح على الملك تحديث الديوان الملكى ولاقت مقتراحاته القبول وعهد اليه بتنفيذها فورا.
- لما حان وقت إرسال ولى العهد «الأمير فاروق» إلى إنجلترا للدراسة بأكاديمية ووليتش العسكرية «ساند هيرست» وبدأ التفكير في الحاشية المصاحبة له تم اخنياره لمرافقة الأمير الشاب، وأراد الله ان تكون هذه الرحلة التي يفارق الاميروالده فراقا أبديا.

وسافر الأمير مع حاشيته إلى إنجلترا للدراسه بالكلية العسكرية ولكن بعد وفاة الملك فؤاد قام الدكتور حسنى بك بترتيب العودة على الباخرة المصرية «النيل» وكذلك عنى بتنظيم مراسم الاستقبال المناسبة وكذا اجراءات التتويج.
وعاد (الملك فاروق) إلى مصر في أبريل 1936 وهو التاريخ الذي اتخذ رسميا فيما بعد لجلوسه على العرش.
- بعد العودة إلى مصر عينه الملك سكرتيره الخاص ومستشاره الشخصى.
- بمرور الوقت توثقت صلته وازدادت الالفة بينه وبين حسنين (بك) فتبادلا وجهات النظر في مواضيع شتى.
- وعند ازدياد تقارب حسين حسنى بك «باشا فيما بعد» من الملك الشاب ملأه الأمل بغرس المبادئ الوطنية والدينية فيه وهى الفرصة التي تمناها طويلا لخدمة الوطن عن طريق مليكه الشاب المحبوب.

## الموافقات التي نال عليها من الملك:
نال موافقة الملك على العديد من الإصلاحات والامور المهمة التي نفذت لنهضة البلاد مثل:
1. صلاة الجمعة بالمساجد التاريخية.
2. إنشاء متحف الحضارة المصرية.
3. اصلاح وتحديث المتاحف الأخرى.
4. ارساء قواعد الديمقراطية على اسس حديثة بدأ بانشاء مجالس المديريات وعمل دراسات مفصلة لاحتياجات البلاد، وسبل تنفيذ مثل هذه الإصلاحات:
5. الاهتمام بالسودان وأموره.
6. افتتاح وزيارة العديد من المصانع.
7. إرسال البعثات التعليمية إلى الخارج لتكوين فريق قوى من الاساتذة والعلماء للنهوض بالبلاد.
8. إنشاء وتطوير الصناعات الحربية وبالاخص بالاستعانة بالخبراء الالمان وتحديث القوات المسلحة.
9. تشجيع الصناعات الوطنية وانشاء البنوك الوطنية كبنك مصر وشركاته.
10. الاهتمام بالتعليم وتكريم المتفوقين.
11. إنشاء وافتتاح المدارس النموذجية الحديثة واستكمال كليات جامعة فؤاد الأول وانشاء وافتتاح جامعة فاروق الأول، وجامعة محمد على (عين شمس) وجامعة اسيوط.
12. إنشاء المستشفيات على احدث طراز مثل مستشفى جامعة فؤاد الأول «قصر العينى» ومستشفى المواساة وغيرهما.
13. إرسال البعوث الإسلامية للخارج لرفعة الإسلام.
14. الاهتمام بالزراعة والمزارعين.
15. النهوض بالرعاية الصحية.
16. إنشاء وتحديث الترع والقناطر واتمام تعلية سد أسوان.
17. ترمبم واعادة نشر المخطوطات والكتب النادرة.
18. رعاية وتشجيع النهوض بالفنون والرياضة وتكريم المبدعون فيها.
19. فتح ابواب القصر للشعب كل رمضان لتناول الإفطار (و مشاركتهم ذلك) وتلاوة القرآن الكريم........ الخ
20. واستمر يعمل مع الملك كسكرتيره الخاص حتى نهاية عهده عام 1952، ولكن شتان ما بين البداية والنهاية.

## الأسباب التي غيرت الملك:
- والسبب في تغير الملك هو تدخل العناصر الفاسدة التي كان يهمها الاستحواذ عليه وابعاده عن المخلصين له، وكثيرا مانبهه إلى ما سيحدث إذا استمر في التصرفات التي تبعد عنه اولا زوجته المحبة «الملكة فريدة» ثم شعبه الذي يحبه.

1. ولكن صدماته المتتالية اولا لفقده ثقته في والدته ورائده الأول، ثم حادث 4 فبراير وضغط الإنجليز عليه اما بالتنازل عن العرش أو رئاسة النحاس باشا للوزارة ولخوفه على بلاده وحقنا للدماء إذا ثار الشعب كلف النحاس باشا تشكيل الوزارة، ثم حرب فلسطين سنة 1948 وزواجه من ناريمان وحريق القاهرة.

## طلب الملك منه:
1. وقبيل رحل الملك عانق سكرتيره الخاص طويلا وطلب منه معاهدته على كتابة كل ما يعرفه عنه وعن حكمه للتاريخ وللناس، بسرد الحقيقة بكل ما فيها من مساوئ ومحاسن، وكان قدره أن يرحل عن وطنه الذي احبه وآثر الا يعرض مواطنيه للاصطدام.
2. وهكذا رحل الملك وترك وصيته لسكرتيره الخاص الذي أحبه وأخلص له، والتي عمل بها بنشره مذكراته (سنوات مع الملك فاروق) التي سردت الأحداث والوقائع التي جرت طوال خدمته بالقصر الملكى (اثنتين وعشرين سنة)، والزم نفسه على وصف ما وقع تحت حسه من أحداث رآها بعينيه أو سمعها يأذنيه وكان في هذا ورعا وأمينا وبذلك كان شاهدا امينا في محكمة التاريخ.

## النهاية:
- كان رحمه الله يسعى لبذل الجهد والمحاولة ليؤثر في سياسات الملك فاروق بما يراه منسجما مع آرائه وتوجهاته الأصلية، ويرى فيه عملا وطنيا وخاصة العمل الإسلامي ووضع الاعتبار بمكانة مصر الإسلامية والاهتمام بالسودان وأحزابه، وزعاماته وطلبته ورفعة الدول العربية.
- وطوال خدمته بالقصر الملكى استطاع ان يحتفظ في تصرفاته وسلوكياته ونصائحة بالقدر الذي لايتعارض مع مايتمسك به من مبادئ وقيم سياسية ولو على حساب نفسه في تجنب فرص الظهور والتألق والاشتهار، ولا شك أنه من هنا جاء هذا الاحترام والتوقير لرجل كان هو السكرتير الخاص للملك فاروق وتعاملوا معه بما لم يتعاملوا به قط مع غيره من رجال القصر الملكى، وجاء ذلك من الانقلاب الذي خلع هذا الملك عن عرشه، والذي ابقاه في منصبه إلى ان طلب هو شخصيا قبول استقالته.

## وفاته:
توفى الدكتور حسين حسنى باشا في 1/12/1986 بعد حياة حافلة وتاريخ ملئ بالأحداث، رحم الله الفقيد رحمه واسعة واسكنه فسيح جناته.
و قد قام مؤخرا صاحب الموقع الرسمي للملك فاروق بأجراء مقابلة مع نجل الدكتور حسين باشا حسني